# Le mosche del capitale
(Le mosche del capitale)
Le mosche del capitale è un romanzo dello scrittore e poeta Paolo Volponi, pubblicato nel 1989.
È stato ideato a metà degli anni settanta ma poi revisionato più volte, si dice che abbia rapporti con la sua raccolta poetica Con testo a fronte del 1986.
Suscitò alcune polemiche all'epoca della sua uscita, in special modo da parte di Renzo Zorzi, ma fu difeso da Franco Fortini.
Il romanzo, dedicato ad Adriano Olivetti (definito maestro dell'industria mondiale) presenta spunti autobiografici: l'autore infatti lavorò per Olivetti e Fiat, dove assunse conoscenze sul mondo aziendale che si riversano puntuali nell'opera.

## Trama
Il dirigente industriale Bruto Saraccini è un umanista e poeta con valide competenze aziendali, con in testa un piano per una riforma democratica e progressista dell'impresa. Lavora per l'azienda MFM diretta dal presidente Ciro Nasàpeti, che all'inizio vuole promuoverlo al ruolo di amministratore delegato, ma poi ripiega sul rigido Ing. Sommersi Cocchi.
Allora Saraccini si licenzia. Viene contattato dal Megagruppo di donna Fulgenzia per delle consulenze. Dopo i colloqui con il nipote Dottor Astolfo, capisce che neanche lì potrà realizzare i suoi progetti e nessuno è pronto per comprenderli.
Alla fine rinuncia a diventare capo del personale del Megagruppo e ritorna alla MFM per un breve incarico triennale. Nel frattempo Nasàpeti, che ormai lo disprezza arrivando anche ad accusarlo di terrorismo, si ammala e muore.
Alle vicende di Saraccini si intrecciano quelle dell'operaio Antonino Tecraso, accusato di azioni sovversive e incarcerato insieme ad altri 56 compagni.

## Analisi
Lo stile di scrittura risente del linguaggio poetico, specie quando vi sono elenchi di parole senza punteggiatura. In alcune parti vi sono passaggi ironici, in altre ampie sezioni descrittive. Alcuni paragrafi, soprattutto quelli dove si parla di Tecraso, hanno un tono crudo e violento che simboleggia la degradazione della città e della fabbrica.
Il tempo spesso non è lineare. Infatti alcuni paragrafi narrano preventivamente parti della trama (prolessi) che non ci sono subito evidenti, in quanto non ci sono state ancora rivelate. In altre invece ci sono dei flashback che ci riportano indietro. Entrambi i procedimenti non sono esibiti con chiarezza al lettore che, all'inizio, può trovarsi spiazzato (per es. il funerale di Nasàpeti o le vicissitudini di Tecraso). Ci sono inoltre alcune parti digressive in cui la narrazione non procede: qui sono presenti delle riflessioni socio-filosofiche sul mondo industriale, economico e sulle condizioni della vita umana.
La voce narrante è in terza persona. Talvolta però viene spostata in prima, attraverso i pensieri diretti e indiretti dei personaggi. Una cosa piuttosto insolita è che ogni tanto prendano la parola animali (cane, canarini e pappagallo) o oggetti inanimati come i ficus ornamentali, la borsa, la poltrona presidenziale, le linee telefoniche, la luna, un quadro di Roy Lichtenstein. Questo procedimento si definisce prosopopea. Secondo l'autore il potere del capitale sta distruggendo anche queste cose e ormai, nella società industriale, l'uomo di servizio vale tanto quanto un ficus.
Nel testo si possono facilmente riconoscere alcune situazioni o personaggi come riferimenti reali. In verità Volponi stesso ha affermato che queste sono solo delle trasfigurazioni, a partire dalla sua presunta identificazione con il protagonista.
- Città di Bovino: Torino
- Azienda MFM: la Olivetti
- Il Megagruppo: la Fiat
- Il fondatore Teofrasto: Adriano Olivetti
- Ciro Nasàpeti: Bruno Visentini
- donna Fulgenzia: Gianni Agnelli
- Dottor Astolfo: Umberto Agnelli
- Ing. Sommersi Cocchi: Carlo De Benedetti
- Bruto Saraccini: Paolo Volponi

## Edizioni
- Paolo Volponi, Le mosche del capitale, Giulio Einaudi Editore, 1989.